# Slow (píseň, Kylie Minogue)
„Slow“ je elektropopová píseň australské zpěvačky Kylie Minogue z jejího devátého studiového alba Body Language (2003). Autorsky se na ni společně podíleli Kylie Minogue, Dan Carey a Emilíana Torriniová. Producenty se stali Carey a Torriniová. Představuje první albový singl vydaný v listopadu 2003.

## Formáty a seznam skladeb
Britské CD 1
1. „Slow“ – 3:15
2. „Soul on Fire“ – 3:32

Britské CD 2 / Australské CD 1
1. „Slow“ – 3:15
2. „Sweet Music“ – 4:08
3. „Slow“ (Medicine 8 Remix) – 6:57
4. „Slow“ (Video)

Kanadské CD 1
1. „Slow“ – 3:15
2. „Soul on Fire“ – 3:32

Australské CD 2
1. „Slow“ – 3:15
2. „Soul on Fire“ – 3:32
3. „Slow“ (Radio Slave Mix) – 10:27
4. „Slow“ (Synth City Mix) – 5:50

Francouzské DVD
1. „Slow“ – 3:15
2. „Sweet Music“ – 4:08
3. „Slow“ (Video)

Japonské CD
1. „Slow“ – 3:15
2. „Soul on Fire“ – 3:32
3. „Slow“ (Medicine 8 Remix) – 6:57
4. „Slow“ (Radio Slave Mix) – 6:35
5. „Slow“ (Extended Mix) – 6:25

## Hitparáda
| Země                | Umístění |
| ------------------- | -------- |
| Austrálie           | 1.       |
| Belgie (Flandry)    | 9.       |
| Belgie (Valonsko)   | 26.      |
| Dánsko              | 1.       |
| Nizozemí            | 13.      |
| Finsko              | 3.       |
| Francie             | 45.      |
| Německo             | 8.       |
| Irsko               | 5.       |
| Itálie              | 6.       |
| Nový Zéland         | 9.       |
| Norsko              | 4.       |
| Rakousko            | 20.      |
| Rumunsko            | 1.       |
| Španělsko           | 1.       |
| Švédsko             | 16.      |
| Švýcarsko           | 18.      |
| Velká Británie      | 1.       |
| Billboard Hot 100   | 91.      |
| Hot Dance Club Play | 1.       |